# 黄钰生
黄钰生（1898年4月15日—1990年4月11日），字子坚，湖北沔阳人，中国教育家、图书馆学家。

## 生平
1898年出生在湖北沔阳（今仙桃市）。1911年投靠位于天津的舅父卢木斋。1915年毕业于天津南开学校考取清华学校留美预备班。1919年官费留学美国进入芝加哥大学，1923年拿到芝加哥大学教育心理学硕士学位。
1925年回国返回南开大学担任哲学教授，1927年担任其大学部主任，不久转为秘书长。七七事变后协助老校长张伯苓负责转移南开大学师资力量和仪器物品至长沙临时大学。1938年战事告急三校师生被迫又转移到云南昆明。他负责三条转移路线中最辛苦的一条“湘黔滇旅行团”，担任“教师辅导委员会”主席，和其他教授闻一多、袁复礼、李继侗、曾昭抡、吴征镒等步行三千多里，艰苦跋涉两个多余终于来到昆明。国立西南联合大学成立后担任学校建设长。1938年秋西南联大增设师范学院，黄钰生被任命为院长，同时兼任师院附属中学、小学的主任。
抗战胜利后，被张伯苓校长派遣回天津复校。担任天津市教育局长和南开大学秘书长。
1952年三反五反运动期间，黄钰生一度蒙冤被诬陷私藏资金，经调查清白后迫于局势压力同意被调离教育岗位，委任为天津图书馆馆长。粉碎“四人帮”后担任天津市政协副主席，并任第五届和第六届全国政协委员。1981年率团参加美国图书馆学会第一百次年会。1986年加入中国共产党。
1990年4月11日在天津逝世，享年92岁。